# Cops - Una banda di poliziotti
Cops - una banda di poliziotti è una serie televisiva italiana in 4 episodi prodotta da Sky Cinema e distribuita sulla piattaforma omonima. La prima stagione è stata diffusa dal 14 dicembre 2020; la seconda stagione è andata in onda dal 6 al 13 dicembre 2021.

## Trama

### Prima stagione
Al commissariato della città immaginaria di Apulia ci sono quattro agenti: l'agente scelto Benedetto Starace, un poliziotto esaltato che parla spesso in inglese e che assume modi da poliziotto americano, l'assistente Nicola Gargiulo, detto Nicola o'sicc, l’ispettrice Maria Crocifissa Cercola, sposati con due figli piccoli che spesso si stuzzicano a vicenda, e Tommaso, un giovane poliziotto omosessuale. A loro si aggiunge Cinardi, il nuovo commissario di Apulia.
La città è da anni libera dal crimine, e per tale motivo arriva un’emissaria da Roma, il commissario Margherita Nardelli (della quale Cinardi si innamora), che consegna un premio al commissariato. Subito dopo, però, viene comunicato agli agenti che per tale motivo il commissariato verrà chiuso. Uno degli agenti racconta al commissario che vent’anni fa la città era nelle grinfie di Zu Tore, un criminale che decapitò il vecchio commissario ma che decise di scomparire dopo che gli apparve in sogno San Giuseppe da Copertino che lo ammonì e gli disse di smetterla con il crimine; dopo questa vicenda, Apulia fu libera dal crimine.
Per evitare la chiusura del commissariato, quindi, gli agenti in servizio presso il commissariato decideranno di commettere apposta dei reati: all’inizio, sono reati leggeri, come rubare un dentifricio al salumiere, piegare i tergicristalli alle volanti, tagliare il lucchetto ad una serranda. Non ritenendo tali sforzi sufficienti, però, i cinque decidono di dare fuoco al chiosco dei panini di Tonino, dove vanno spesso a pranzare gli agenti. Il gesto infatti non era programmato, ma a causa di un errore dello stesso Cinardi, le fiamme hanno avvolto anche il chiosco.  
La notizia si diffonde immediatamente anche sui media: torna l’emissaria di Roma, con lo scopo di aiutare nella conduzione dell’indagine. A questo punto gli agenti capiscono di dover impedire che si scopra che sono stati loro stessi (coordinati da Cinardi) a ordire il tutto: inizierà quindi una serie interminabile di tentativi più o meno goffi di mascherare l’accaduto, simulando una sparatoria tra i boschi e arrivando anche a distruggere il computer sul quale era memorizzato il video del rogo (nel quale era visibile chiaramente il commissario Cinardi).
Tonino è però in possesso del video e decide di vendicarsi rapendo il commissario e portandolo in un casolare fuori da Apulia: a questo punto gli rivelerà di essere Zu Tore e di volergli far fare la stessa fine del suo predecessore, ferendolo al collo. I suoi sottoposti, durante una finta irruzione in casa di Tonino, capiscono che Cinardi è in pericolo e, avvalendosi del cane di Tonino, riescono a raggiungere il casolare in cui si trovano i due. Gli agenti (tranne Nardelli) fanno irruzione e, dopo essere stati a loro volta rapiti, stringono con lui un accordo: in cambio di qualche reato di tanto in tanto per tenere aperto il commissariato, gli agenti si impegnano a coprire Zu Tore.
Durante una festa al commissariato, il commissario Nardelli annuncia di essere stata definitivamente trasferita ad Apulia per seguire le indagini su Zu Tore, nello sconforto totale degli altri agenti. Come prima azione, Nardelli si fa inviare le foto segnaletiche da Roma, nonché quelle invecchiate (dato che le ultime risalivano a trent’anni prima), che vengono però sostituite da delle foto invecchiate di Antonino Cannavacciuolo. Da qui, quindi, Cinardi andrà ad avvertire Tonino di scomparire, il quale inizialmente si rifiuta, ma poi collabora fingendo la morte e allestendo, con la complicità degli agenti, la sua camera ardente.
A causa del mancato arresto di Zu Tore, il commissario Nardelli annuncia di essere stata obbligata al trasferimento a Canicattì. Poco dopo, però, viene scoperto un giro di droga ad Apulia. Viene arrestato un ragazzo, che durante l’interrogatorio si sente male e viene portato d’urgenza in ospedale, così come altri giovani della zona. Il giro di droga è gestito da una delle persone che è andata alla finta camera ardente di Zu Tore, Anaconda, boss della droga, che fa inoltre mettere della droga nel chiosco di Tonino per incolparlo.  
In seguito, Tonino, scoperto l'inganno di Anaconda compiuto ai suoi danni, decide di vendicarsi e si reca al ristorante del boss, dove tenta di ucciderlo; ma proprio in quel momento intervengono gli agenti che arrestano Tonino in quanto in possesso di arma da fuoco. Nardelli ha intanto scoperto tutta la faccenda dei finti crimini e dell'apparente morte di Zu Tore. Poco dopo Nicola tenta di infiltrarsi nel locale di Anaconda, e nonostante l'iniziale successo, viene licenziato dopo essere stato scoperto.
Grazie alla signora Pestalozzi, gli agenti scoprono che la droga spacciata ad Apulia era nascosta in delle innocue statuette dei Santi; così pedinano il camioncino che trasporta le statuette e arrivano nel luogo dove Anaconda ed i suoi complici preparano le statuette. Dopo una lunga sparatoria ed in seguito alla fuga degli scagnozzi di Anaconda, quest'ultimo arriva e punta il suo revolver contro Cinardi, ed il commissario risponde prontamente, ma la sua pistola è scarica. Fortunatamente Benny, che aveva casualmente in mano un AK-47, spara una raffica di colpi ferendo Anaconda e distruggendo la statua di Padre Pio, da cui esce molta cocaina, così Anaconda viene arrestato, mentre Cinardi non viene tratto in arresto siccome Nardelli non ha inviato alla questura il rapporto che lo incriminava. 
La vicenda si conclude con la liberazione di Zu Tore e la partenza di Margherita verso Roma, dove ha ottenuto un incarico prestigioso.

### Seconda stagione
Ad Apulia viene aggredito il parroco e sembra anche essere scomparsa la Santa Croce. Nella seconda ed ultima puntata invece è stato ucciso il visconte di Apulia. Gli agenti devono indagare.

## Personaggi e interpreti

### Principali
- Valerio Cinardi (stagioni 1-2), interpretato da Claudio Bisio. Valerio Cinardi negli anni ’70 e ’80 ha lottato contro la criminalità organizzata - nel corso della serie si scopre che ha partecipato a numerose operazioni di polizia a Roma -  ha rifiutato la medaglia d’argento per sensibilizzare l’opinione pubblica sul tema delle scorte. La sua brillante carriera, però, lo ha portato ad accumulare alti livelli di stress e a soffrire di attacchi di panico. Vive quindi il trasferimento al commissariato di Apulia, in Salento, come una parentesi di pace in attesa della pensione. Si innamorerà del commissario capo Margherita Nardelli, arrivata in città per annunciare l'imminente chiusura del commissariato. Nella seconda stagione si innamorerà di Catia, il nuovo magistrato.
- Benedetto Starace detto Benny the cop (stagioni 1-2), interpretato da Francesco Mandelli. Agente scelto, vive con sua nonna ad Apulia dove si è  trasferito dal Nord Italia, e molti lo definiscono un esaltato, siccome ha dei modi di fare a parer suo da poliziotto americano (è un fan degli action movie americani), ma che per gli altri sono ridicoli, ad esempio, porta sempre gli occhiali da sole, oppure non esita a sparare anche nelle situazioni più tranquille. Parla con inglesismi e vive sognando sparatorie, arresti rocamboleschi e spettacolari mosse di arti marziali che testa quotidianamente sulla povera nonna. Dietro alla sua facciata da duro si nasconde un ragazzo che fatica ad accettarsi e che dovrà imparare ad ammorbidirsi un po’.
- Nicola Gargiulo detto o' sicc (stagioni 1-2), interpretato da Pietro Sermonti. Il Sovrintendente è molto impacciato e spesso litiga con la moglie, l'ispettrice Maria Cercola con cui ha un problema circa l’espressione delle proprie emozioni: non riesce a dire “ti amo” a sua moglie, nonostante tenga molto a lei. Ama mangiare al chiosco di Tonino ed è il primo degli agenti del commissariato ad aderire al piano del commissario Cinardi per evitare la chiusura del commissariato. Ironico, perfettamente adagiato nella routine del commissariato, si divide tra riparazioni agli sciacquoni delle anziane signore del paese, ronde tutte uguali per le strade e marijuana terapeutica consumata in commissariato.
- Maria Crocifissa Cercola (stagioni 1-2), interpretata da Giulia Bevilacqua. Ispettrice, è sposata con Nicola ed è spesso in contrasto con lui. Prima di essere una poliziotta è una madre. Per questo accompagna ogni mattina i figli a scuola con la volante e si prende cura dei suoi colleghi preparando ciambelloni freschi. Esige che le si porti rispetto e non accetta di essere trattata diversamente come una subalterna soltanto perché è donna poliziotto. Molte volte rimprovera Benny per i suoi modi di fare troppo bruschi. Inizialmente contraria al piano di Cinardi, alla fine si unirà agli altri agenti.
- Tonino Ingannamorte detto zu tore (stagioni 1-2), interpretato da Dino Abbrescia. Leggendario criminale del  passato, decapitò il vecchio commissario ma decise di scomparire dopo che gli apparve in sogno San Giuseppe da Copertino che lo ammonì e gli disse di smetterla con il crimine; dopo questa vicenda, Apulia fu libera dal crimine. Si scopre essere Tonino, il gestore del chiosco dove gli agenti pranzano spesso, e rapirà il commissario Cinardi quando scoprirà che è stato quest'ultimo a bruciare il suo chiosco. Raggiungerà alla fine un accordo con Cinardi per non far chiudere il commissariato, e sarà costretto ad inscenare la sua morte con la complicità degli agenti per evitare di essere scoperto. Amico ormai fidato di tutti e grande amante delle cipolle è sempre in compagnia dell’inseparabile statua di San Giuseppe da Cupertino e di Cane, il suo bassotto. Apparentemente innocuo e dalla facciata bonaria sarà una chiave di svolta per la tranquilla cittadina di Apulia.
- Tommaso Quera (stagioni 1-2), interpretato da Guglielmo Poggi. Agente, è l'addetto al centralino del commissariato. È omosessuale e per questo viene spesso ignorato o preso in giro da Benny, anche se alla fine Benny si dimostrerà molto affezionato al collega.

### Ricorrenti
- Margherita Nardelli (stagione 1), interpretata da Stefania Rocca. Commissario capo, arriva in città per annunciare la chiusura del commissariato a causa della totale assenza di crimini, e rimarrà per catturare il noto boss Zu tore, tornato dopo 20 anni in città a seminare il panico. Si innamorerà, ricambiata, di Cinardi. Donna tutta d’un pezzo,ha sempre messo la carriera e il rispetto delle regole davanti a tutto. Apparentemente algida e distaccata, in realtà è una donna che nasconde ogni fragilità sotto una solida corazza. È capace di estremo rigore ma anche di prendersi dei rischi e, messa alle strette, rivela un lato emotivo inatteso. Tuttavia sa anche rientrare immediatamente nel ruolo che gli è stato affidato. Nella vita privata ha voglia di innamorarsi, ma vive anche le relazioni come un gioco di potere:le piace avere il comando
- Anaconda Ingannamorte (stagione 1), interpretato da Giovanni Esposito. Boss della droga, fratello ma allo stesso tempo nemico giurato di zu tore, in seguito alla morte apparente di quest'ultimo tenterà di prendere Apulia avviando un giro di droga ma alla fine verrà scoperto e arrestato.
- Catia Morelli (stagione 2), interpretata da Gaia Messerklinger. È la magistrata che coordina le indagini del commissariato, non indifferente a Cinardi.

### Altri personaggi
- Signora Pestalozzi, interpretata da Isa Gallinelli. Arzilla vecchietta che inizialmente disturba gli agenti del commissariato per motivi alquanto bizzarri, come gli elettrodomestici rotti o il telefono che non funziona. Ma alla fine dell'episodio sarà lei a far scoprire, per pura coincidenza, che la droga che Anaconda spacciava si trovava in delle innocue statuette di Santi.
- Michele, interpretato da Francesco De Vito. È il gestore del negozio di alimentari del paese. Compare in poche scene del primo episodio, in una delle quali viene convinto dal commissario Cinardi e da Nicola a denunciare il furto di un dentifricio.
- Nonna di Benny, interpretata da Rosaria d'Urso. Nome sconosciuto, è la vittima delle "esercitazioni" di Benny in casa.
- Peppe, interpretato da Camillo Acanfora. È l'ubriacone e barbone di Apulia. Sarà lui nel primo episodio a commettere il primo furto: un dentifricio e uno spazzolino rubati dal negozio di Michele.